# Karaçerçili, Tarsus
Karaçerçili là một xã thuộc huyện Tarsus, tỉnh Mersin, Thổ Nhĩ Kỳ. Dân số thời điểm năm 2011 là 311 người.